# Andrzej Sarwa
Andrzej Juliusz Sarwa ([Pl-Andrzej_Juliusz_Sarwa.oggˈandʐɛj ˈjuliuʂ ˈsarva]; sinh ngày 12 tháng 4 năm 1953 tại Sandomierz) là một nhà văn, nhà thơ, nhà báo người Ba Lan. Ông là một thành viên của Hội Nhà văn Ba Lan và Hiệp hội Nhà báo Ba Lan. Ông đã được nhận Huân chương Công trạng của Cộng hòa Ba Lan.
Andrzej Juliusz Sarwa là tác giả và đồng tác giả của hơn 200 cuốn sách và vài trăm bài báo trong các lĩnh vực khác nhau, bao gồm các tác phẩm thần học về thuyết mạt thế và quỷ học.  Một số tác phẩm trong số đó nằm trong danh sách bắt buộc phải đọc của sinh viên nghiên cứu thần học và tôn giáo tại các đại học ở Ba Lan, bao gồm Đại học Jagiellonian ở Kraków, Đại học Łódź, Đại học Công giáo John Paul II Lublin và Đại học Hồng y Stefan Wyszyński ở Warsaw.

## Danh sách tác phẩm tiêu biểu

### Văn xuôi
- 2013: Uwikłany (Entangled); Sandomierz: Wydawnictwo Diecezjalne
- 2013: Szepty i cienie  (Whispers and Shadows); Sandomierz: Wydawnictwo Diecezjalne
- 2013: Ziarna ocalenia (Grains of Salvation); Sandomierz: Wydawnictwo Diecezjalne

### Thơ
- 1992: Tarnina (The Blackthorn); Sandomierz: Wydawnictwo Mandragora
- 2000: Pochody (The Marchers); Sandomierz: Nhà xuất bản ELSA
- 2015: Poezje (Poems); Sandomierz: Wydawnictwo Armoryka

### Sách thần học
- 2002: Eschatologia Kościoła Wschodniego (Eschatology of Eastern Orthodox Church), Łodź: Wydawnictwo Ravi
- 2002: Eschatologia Islamu (Eschatology of Islam), Łodź: Wydawnictwo Ravi
- 2005: Eschatologia Zaratusztrianizmu (Eschatology of Zoroastrianism), Sandomierz: Wydawnictwo Mandragora